# Isländische Badmintonmeisterschaft 2014
Die Isländische Badmintonmeisterschaft 2014 fand vom 4. bis zum 6. April 2014 in Hafnarfjörður statt. 

## Medaillengewinner
| Disziplin    | Gold                                         | Silber                                     | Bronze                                        |
| ------------ | -------------------------------------------- | ------------------------------------------ | --------------------------------------------- |
| Herreneinzel | Kári Gunnarsson                              | Atli Jóhannesson                           | Róbert Þór Henn                               |
| Herreneinzel | Kári Gunnarsson                              | Atli Jóhannesson                           | Birkir Steinn Erlingsson                      |
| Dameneinzel  | Tinna Helgadóttir                            | Margrét Jóhannsdóttir                      | Sara Högnadóttir                              |
| Dameneinzel  | Tinna Helgadóttir                            | Margrét Jóhannsdóttir                      | Snjólaug Jóhannsdóttir                        |
| Herrendoppel | Atli Jóhannesson Kári Gunnarsson             | Bjarki Stefánsson Daníel Thomsen           | Kristófer Darri Finnsson Magnús Ingi Helgason |
| Herrendoppel | Atli Jóhannesson Kári Gunnarsson             | Bjarki Stefánsson Daníel Thomsen           | Egill Guðlaugsson Ragnar Harðarson            |
| Damendoppel  | Erla Björg Hafsteinsdóttir Tinna Helgadóttir | Elín Þóra Elíasdóttir Rakel Jóhannesdóttir | Elsa Nielsen Snjólaug Jóhannsdóttir           |
| Damendoppel  | Erla Björg Hafsteinsdóttir Tinna Helgadóttir | Elín Þóra Elíasdóttir Rakel Jóhannesdóttir | Margrét Jóhannsdóttir Sara Högnadóttir        |
| Mixed        | Magnús Ingi Helgason Tinna Helgadóttir       | Atli Jóhannesson Snjólaug Jóhannsdóttir    | Daníel Jóhannesson Sigríður Árnadóttir        |
| Mixed        | Magnús Ingi Helgason Tinna Helgadóttir       | Atli Jóhannesson Snjólaug Jóhannsdóttir    | Daníel Thomsen Margrét Jóhannsdóttir          |